# Mira Estrela
Mira Estrela es un municipio brasileño del estado de São Paulo. La ciudad tiene una población de 2.820 habitantes (IBGE/2010) y área de 216,8 km². Mira Estrela pertenece a la Microrregión de Fernandópolis.

## Geografía
Se localiza a una latitud 19º58'46" sur y a una longitud 50º08'14" oeste, estando a una altitud de 458 metros.

### Demografía
Datos del Censo - 2010
Población total: 2.820
- Urbana: 1.881
- Rural: 939
- Hombres: 1.401[5]
- Mujeres: 1.419

Densidad demográfica (hab./km²): 13,01
Mortalidad infantil hasta 1 año (por mil): 13,21
Expectativa de vida (años): 72,70
Tasa de fertilidad (hijos por mujer): 2,20
Tasa de alfabetización: 86,87%
Índice de Desarrollo Humano (IDH-M): 0,771
- IDH-M Salario: 0,669
- IDH-M Longevidad: 0,795
- IDH-M Educación: 0,848

(Fuente: IPEADATA)

### Clima
El clima de Mira Estrela puede ser clasificado como clima tropical de sabana (Aw), de acuerdo con la clasificación climática de Köppen.

### Hidrografía
- Rio Grande

### Carreteras
- SP-527

## Administración
- Prefecto: Márcio Hamilton Castrequini Borges (2009/2012)
- Viceprefecto: Santo Francisco de Oliveira
- Presidente de la cámara: Antônio César Inácio (2009/2010)

## Religión
El Cristianismo está presente en la ciudad de la siguiente manera:

### Iglesia Católica
La iglesia católica del municipio forma parte de la Diócesis de Jales.

### Iglesia Protestante
En la ciudad están presentes las más diversas creencias evangélicas, principalmente pentecostales, incluidas las Asambleas de Dios de Brasil (la iglesia evangélica más grande del país), Congregación Cristiana, entre otras. Estas denominaciones están creciendo cada vez más en todo Brasil.